# Hôtel Scipion
Hôtel Scipion je městský palác v Paříži. Nachází se v ulici Rue Scipion v 5. obvodu. Renesanční palác si nechal v polovině 16. století postavit italský bankéř Scipion Sardini (1526–1609). Za Francouzské revoluce byl přeměněn na pekárnu pro pařížské nemocnice a Assistance publique – Hôpitaux de Paris slouží dodnes.

## Historie
Scipio Sardini, bankéř královny Kateřiny Medicejské se rozhodl vybudovat své sídlo nedaleko centra Paříže ve Faubourg Saint-Marcel, konkrétně na Rue de la Barre, která byla v roce 1806 přejmenována na Rue Scipio. V roce 1565 získal pozemek, kde postavil palác v renesančním slohu.
Po smrti Scipiona Sardiniho v roce 1609 byl palác v roce 1612 přeměněn na nemocnici pro chudé. V roce 1656 se stala součástí Všeobecné nemocnice a vznikla zde porodnice pod názvem Hôpital Sainte-Marthe. Za Francouzské revoluce se stala pekárnou pařížských nemocnic. Tuto funkci měla až do roku 1974, kdy byla od roku 1983 přeměněna na muzeum a poté na administrativní budovu pro Assistance publique – Hôpitaux de Paris.

## Architektura
Jedná se o první budovu v kombinaci cihel a kamene v Paříži. Palác je méně známý než Place Dauphine a Place des Vosges postavené za Jindřicha IV. Hôtel Scipion má kolem velkého dlážděného nádvoří majestátní italské arkády. Tato renesanční galerie z červených cihel na šesti klenutých kamenných obloucích měla šest terakotových basreliéfů, které částečně zničeny a v 70. letech 20. století byly čtyři z nich obnoveny. Tato galerie byla pro svůj historický význam pro pařížskou architekturu zapsána mezi historické památky 4. listopadu 1899. Fasáda na ulici a střecha byly zapsány mezi památky 26. září 1969. 